# Journal of Molecular Structure
Das Journal of Molecular Structure, abgekürzt J. Mol. Struct., ist eine Fachzeitschrift die vom Verlag Elsevier herausgegeben wird. Die veröffentlichten Artikel liefern Informationen über neue Molekülstrukturen von chemischen Verbindungen aller Art. Der Impact Factor des Journals lag im Jahr 2020 bei 3,196. Herausgeber ist Rui Fausto (University of Coimbra Department of Chemistry, Coimbra, Portuga). Es handelt sich um eine Subskriptionszeitschrift. Artikel können gegen Zahlung einer Gebühr Open-Access veröffentlicht werden (Hybrides Publizieren).